# إدين شارانوفيتش
إدين شارانوفيتش (بالبوسنوية: Edin Šaranović)‏ هو لاعب كرة قدم بوسني في مركز الهجوم، ولد في 8 مارس 1976 في تيشان في البوسنة والهرسك، وتوفي في 22 أغسطس 2021 في ميونخ في ألمانيا بسبب نوبة قلبية. شارك مع منتخب البوسنة والهرسك لكرة القدم. أما مع النوادي، فقد لعب مع بوغون شتشين ونادي أولمبيك سراييفو ونادي ساراييفو ونادي سلافن بيلوبو ونادي سلوبودا توزلا.

## وصلات خارجية
- إدين شارانوفيتش على موقع قاعدة بيانات كرة القدم.إي يو (الإنجليزية)
- إدين شارانوفيتش على موقع ناشيونال فوتبول تيمز (الإنجليزية)
- إدين شارانوفيتش على موقع Soccerway.com (الإنجليزية)
- إدين شارانوفيتش على موقع عالم كرة القدم.نت (الإنجليزية)